# 斯科舍灣
斯科舍灣（英語：Scotia Bay）是南極洲的海灣，位於南奧克尼群島的勞里島南部，處於莫斯曼半島以東，寬4公里，該海灣在1821年被發現和繪入地圖，現時由南極條約體系管理。
60°46′S 44°40′W / 60.767°S 44.667°W